# Бриц-Зюд (станция метро)
«Бриц-Зюд» (нем. Britz-Süd) — станция Берлинского метрополитена, расположенная на линии U7 между станциями «Пархимер Аллее» (нем. Parchimer Allee) и «Йоханнисталер Шоссе» (нем. Johannisthaler Chaussee) на пересечении улиц Гутшмидтштрассе (нем. Gutschmidtstraße) и Фриц-Ройтер-Аллее (нем. Fritz-Reuter-Allee).

## История
Открыта 29 сентября 1963 года в составе участка «Гренцаллее» — «Бриц-Зюд». Станция названа по району, на юге которого она расположена. 3 сентября 2003 года был открыт северный выход.

## Архитектура и оформление
Двухпролётная колонная станция мелкого заложения. Путевые стены облицованы прямоугольной кафельной плиткой оливкового цвета, а колонны — тёмно-серой плиткой. Станция имеет два выхода: южный ведёт в одноэтажный наземный вестибюль, северный — непосредственно на поверхность. К югу от станции расположены два оборотных тупика.

## Путевое развитие
С обеих сторон от станции расположены по два оборотных тупика. Причём, на юге они продолжаются до метродепо Бриц.